# Masirana silvicola
Masirana silvicola är en spindelart som beskrevs av Kobayashi 1973. Masirana silvicola ingår i släktet Masirana och familjen Leptonetidae. Inga underarter finns listade i Catalogue of Life.